# François-Michel Le Tourneau
Cet article possède un paronyme, voir Michel Létourneau.
François-Michel Le Tourneau, né le 29 septembre 1972 à Léhon (Côtes-d'Armor), est un géographe français.

## Biographie
Ancien élève de l'Ecole normale supérieure de la rue d'Ulm, agrégé, docteur et habilité à diriger les recherches en géographie, il est directeur de recherche au CNRS. Ses travaux portent sur l'occupation et l'usage des espaces faiblement peuplés, en particulier l'Amazonie brésilienne. Il s'intéresse particulièrement aux populations traditionnelles et autochtones et à leur rapport à leur territoire. 
Passé par les UMR CREDA (1999-2017), iGLOBES (2017-2021) et PRODIG (2021-2024), il est actuellement directeur du laboratoire international Mondes en transition (IRL2034), unité de recherche en coopération entre le CNRS et l'Université de São Paulo (USP) et situé sur le campus de l'USP à São Paulo. 
Il a été chercheur invité à l'Université de Brasilia (2002-2005 et 2008-2010), à l'Université d'Indiana (2015), à l'Université d'Arizona (2017-2021) et à l'USP (2024-).

## Ouvrages
Il est l'auteur de nombreux articles dans les revues de géographie françaises et internationales et a publié cinq ouvrages :
- Chercheurs d'or. L'orpaillage clandestin en Guyane française. Paris, CNRS Editions, 2020 et 2024[2]
- L'Amazonie, histoire, géographie, environnement, Paris, CNRS Editions, 2019. Ce livre a obtenu le prix Sophie Barluet 2019 et le prix Eugène Potron de la Société de Géographie 2020[3],[4].
- Le Jari, géohistoire d’un grand fleuve amazonien, avec Anna Greissing, Rennes, Presses universitaires de Rennes, 2013, 248 p.[5]
- Les Yanomami du Brésil, géographie d’un territoire amérindien, Paris, Belin, collection Mappemonde, 2010, 480 p.[6],[7],[8],[9]
- L’Amazonie brésilienne et le développement durable, avec M. Droulers, Paris, Belin, 2010, 480 p.[10]

## Expéditions
Il a également organisé plusieurs expéditions dans des régions isolées d'Amazonie ou de Guyane :  
- 2021 : expédition Oyapock-Maroni, traversée à pied de la Guyane approximativement autour de 3°30' de latitude nord, en partenariat avec les forces armées de Guyane et le 3e REI de la Légion étrangère (320 km à pied)
- 2019 : expédition Camopi-Régina, traversée fluviale de la Guyane entre le village de Camopi et l'embouchure de l'Approuague en partenariat avec les forces armées de Guyane et le 3e REI de la Légion étrangère (450 km à la rame et 20 km à pied pour le passage entre le bassin de la Camopi et celui de l'Approuague); Cette expédition est retracée par le documentaire "Guyane, sur la piste des orpailleurs clandestins", diffusé sur France O et disponible sur la plateforme FranceTV La1e Kazadok.
- 2015 : « le raid des 7 bornes », reconnaissance de la frontière terrestre entre le Brésil et la Guyane française en partenariat avec les forces armées de Guyane et le 3e REI de la Légion étrangère (320 km, à pied[11]), voir le documentaire Une frontière dans la jungle ;
- 2013 : expédition Culari-Tampak, traversée nord-sud de l’Amazone à la ville de Maripasoula en Guyane française (700 km dont 400 à la rame)[12] ;
- 2011 : expédition Mapaoni, remontée du fleuve Jari jusqu’à la Trijonction Brésil/Guyane française/Surinam 1500 km aller et retour, en pirogue motorisée)[13].

Il s'intéresse enfin à la vie politique au Brésil et publie des billets sur ce sujet dans son blog sur le Huffington Post ou au travers d'interview dans les médias nationaux et internationaux (radio, TV, presse écrite).